# Vertretung des Freistaates Sachsen bei der Europäischen Union

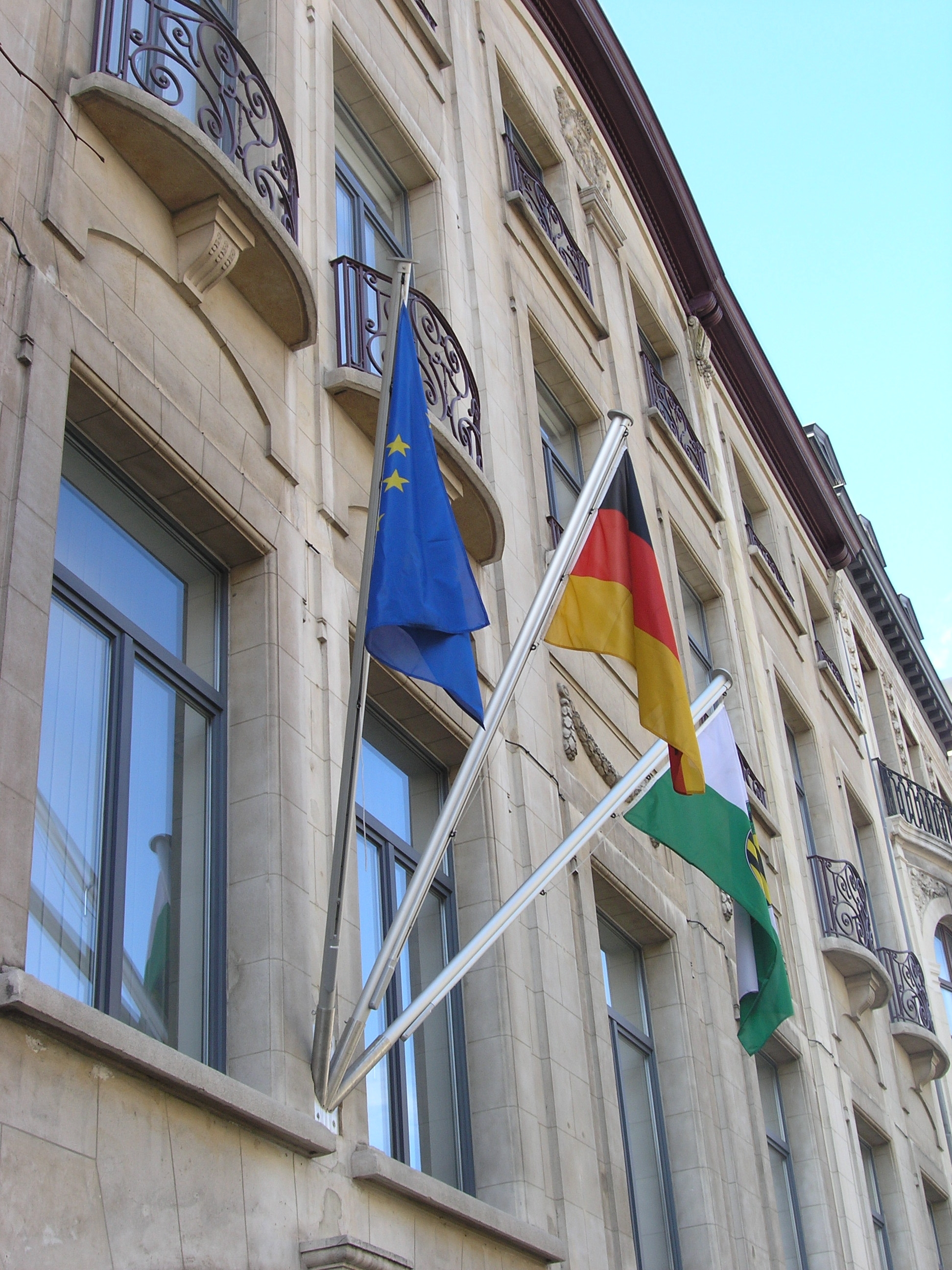
Außenansicht auf die Vertretung mit den Flaggen der EU, Deutschlands sowie Sachsens

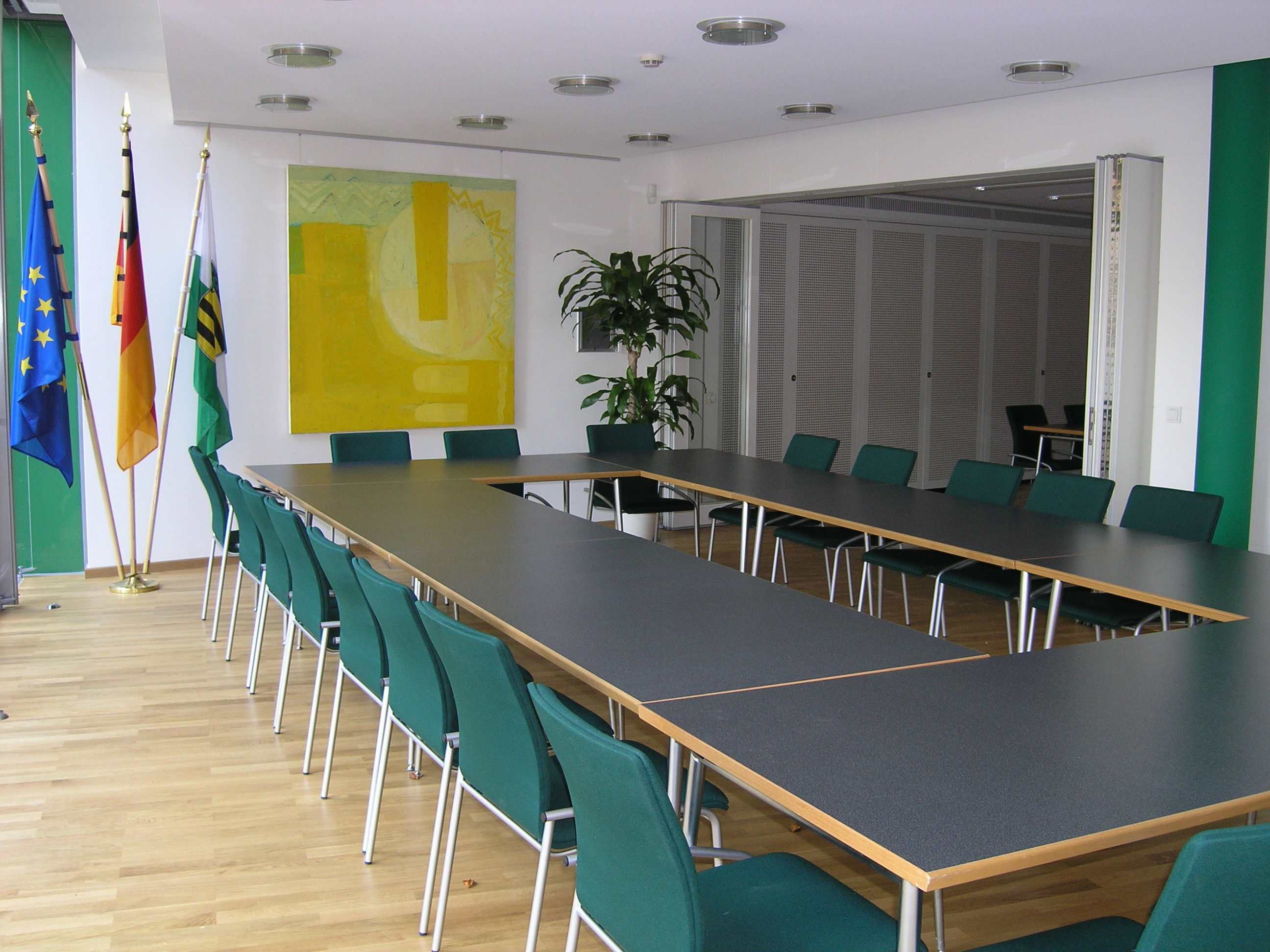
Raum „Dresden“ im Veranstaltungsbereich

Die Vertretung des Freistaates Sachsen bei der Europäischen Union (engl. Representation of the Free State of Saxony to the European Union, franz. Représentation de l’État libre de Saxe auprès de l’Union européenne) ist die Landesvertretung Sachsens in Brüssel, eine Institution des Freistaates Sachsen. Sie repräsentiert den Freistaat bei allen europäischen Institutionen (beispielsweise dem Europäischen Parlament oder dem Europäischen Ausschuss der Regionen).

## Vertretung
Die Vertretung ist seit 2024 wieder Teil der Sächsischen Staatskanzlei. Derzeit sind in der Vertretung 17 Mitarbeiter tätig, von denen die Mehrzahl aus den Fachministerien zeitweise abgeordnet sind.

## Aufgaben
In erster Linie beobachtet die Vertretung die Aktivitäten der europäischen Einrichtungen und der in Brüssel ansässigen Institutionen und informiert hierüber. Auf der anderen Seite benachrichtigt sie diese über Neuigkeiten aus Sachsen, etwa welche Positionen der Freistaat zu aktuellen politischen Themen vertritt. Zu diesem Zweck bereitet die Vertretung sowohl Besuche sächsischer Regierungsmitglieder sowie von Experten in Brüssel vor und regt zu Besuchen in Sachsen an.
Des Weiteren pflegt sie Kontakte zu den europäischen Institutionen sowie den Verbindungsbüros der anderen europäischen Regionen, Firmen und Verbände. Zudem dient sie als Anlaufstelle für sächsische Bürger sowie Unternehmen in Brüssel. Im Gegenzug macht sie durch Ausstellungen und Fachveranstaltungen auf Sachsen aufmerksam.
Die Vertretung veröffentlicht seit 2007 zweimal im Monat die Europa-News für Sachsen, einen Newsletter, der über die Aktivitäten der europäischen Institutionen informiert.

## Geschichte
Seit Sommer 1991 unterhält der Freistaat ein Büro in Brüssel, damals jedoch noch mit dem Namen Sachsenbüro Brüssel. Zunächst war es mit den anderen ostdeutschen Büros im ehemaligen Botschaftsgebäude der DDR untergebracht. Am 19. Februar 2003 erwarb man die Liegenschaft in der Avenue d’Auderghem; deren Umbauarbeiten begannen am 7. Juni 2004. Die Büroetagen wurden am 1. Dezember 2004 übergeben, so dass die Mitarbeiter des Büros bereits am 9. Dezember ihr neues Quartier beziehen konnten. Die Gesamtübergabe erfolgte am 22. März 2005. Im April 2005 weihte der damalige Ministerpräsident Georg Milbradt das Gebäude ein. Mit Kabinettsbeschluss vom 10. Mai 2022 wurde das Sachsen-Verbindungsbüro Brüssel zur Vertretung des Freistaates Sachsen bei der Europäischen Union aufgewertet.
Der derzeitige Leiter der Vertretung des Freistaates Sachsen bei der Europäischen Union ist Kai Mindel. Frühere Leiter waren:
- Hans-Werner Dahl, Herbst 1991 bis August 1999
- Klaus Kofler, September 1999 bis Dezember 2002
- Ulrich Beyer, Januar 2003 bis Juni 2007[2]
- Wolf-Eberhard Kuhl, Juli 2007 bis April 2018
- Christian Avenarius, Mai 2018 bis März 2020
- Stefanie Sifft, Januar 2021 bis Juni 2023
- Jiří Zapletal, November 2023 bis August 2024
- Cornelius Huppertz, September 2024 bis März 2025

## Gebäude
Das jetzige Gebäude befindet sich in der Avenue d’Auderghem 67 im Stadtteil Etterbeek und liegt damit in unmittelbarer Nachbarschaft zu den Gebäuden der Europäischen Kommission und des Europäischen Parlamentes.
Das fünfgeschossige Gebäude wurde Anfang des 20. Jahrhunderts als niederländische Handels- und Wirtschaftsrepräsentanz errichtet und ist in eine geschlossene Blockbebauung einbezogen. Es hat eine historisierende Sandsteinfassade, auf deren oberen Rundbogenfeld das niederländische Staatswappen ruht, was an die erste Nutzung des Gebäudes erinnert.
Nach dem Erwerb des Gebäudes durch den Freistaat wurde es konzeptionell überarbeitet: Die vier oberen Stockwerke mit seinen Büroräumen werden als Arbeitsräume genutzt, während die Erdgeschossebene mit dem neu errichteten Wintergarten als Veranstaltungsbereich dienen.
Für die Innengestaltung wurden die sächsischen Farben Weiß und Grün genutzt und für die Wandflächen Werke zeitgenössischer Künstler aus Sachsen.